# アン・サマーズ

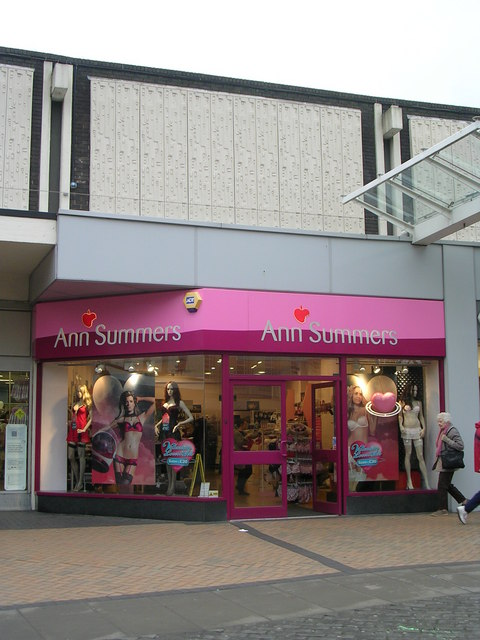
ウェスト・ヨークシャー州にあるアン・サマーズの店舗。

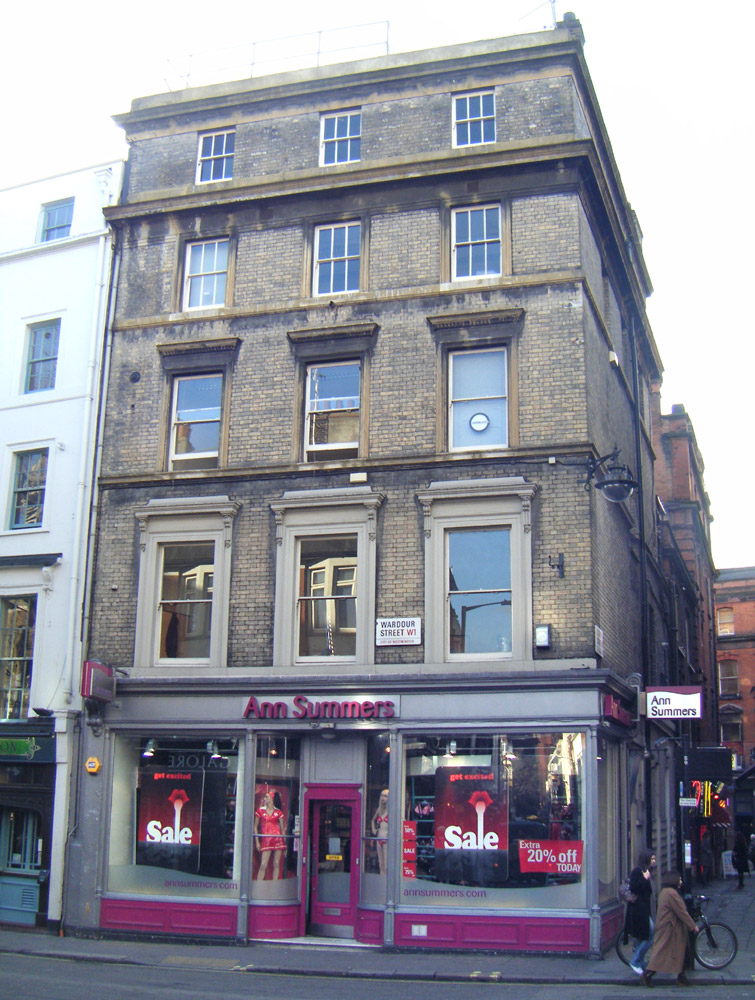
ロンドンにあるアン・サマーズの店舗。

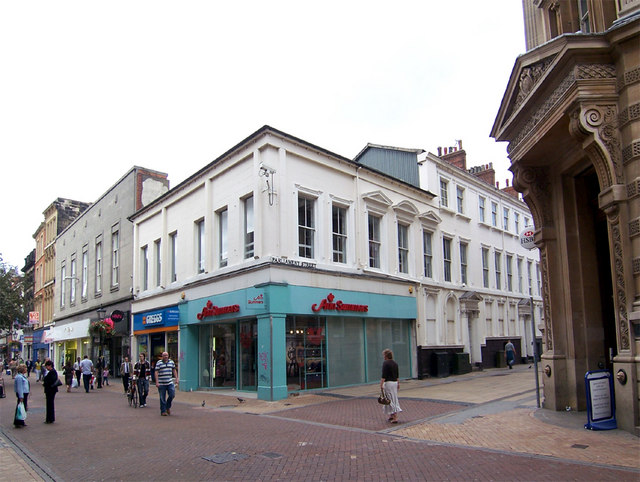
キングストン・アポン・ハルのホワイトフェアゲイト (Whitefriargate) にあるアン・サマーズの店舗。

アン・サマーズ (Ann Summers) は、イギリスで創業した多国籍企業で、もっぱら性具やランジェリー（女性用下着）を扱う小売店を、イギリスをはじめ、アイルランド、チャンネル諸島、スペインに、合わせて140以上の店舗を繁華街（ハイ・ストリート）に展開している。2000年には、ニッカーボックス (Knickerbox) のブランドを取得し、こちらでは着心地の良いフェミニンな下着であることを強調しているが、本体のアン・サマーズのブランドでは、セクシーなスタイルが強調されている。2007/2008年度の年間総売上高は1億1730万ポンドであった。

## 沿革
アン・サマーズという社名は、男性である創業者キム・カボーン・ウォーターフィールド (Kim Caborn Waterfield) の女性秘書だったアニス・サマーズ (Annice Summers) の名に由来している。彼女は1941年にアニス・グッドウィン (Annice Goodwin) として生まれたが、後に養父の姓をとってアニス・サマーズと名乗るようになった。アン・サマーズの創業後、程なくしてカボーン・ウォーターフィールドが会社を去ると、彼女もこれに従った。その後は、ローマから2時間ほど離れたイタリア中部ウンブリア州に暮らしていたが、2012年10月に癌でなくなった。

### 小売り
アン・サマーズの最初の店舗は、1970年にロンドンのマーブル・アーチにアダルトグッズショップとして開店し、程なくして6店舗を構えるようになった。
1971年、ラルフ・ゴールド (Ralph Gold) とデイヴィッド・ゴールド (David Gold) の兄弟がアン・サマーズを買収し、普通のアダルトグッズショップだったアン・サマーズを、目抜き通りに店を構えるブランド・ランジェリーのブティックに変貌させた。1981年、デイヴィッド・ゴールドは、娘のジャクリーン・ゴールド（Jacqueline Gold、現在のアン・サマーズの最高経営責任者）を責任者に据えて、「パーティー・プラン (the Party Plan)」のコンセプトを打ち出した。アン・サマーズのすべての店舗の運営は、サリー州ホワイトリーフ (Whyteleafe) の本部によって統括されており、2010年12月現在、アン・サマーズは、イギリス、アイルランド、チャンネル諸島、スペインに、合わせて144店舗を構えている。
各店舗では、ランジェリー、下着、化粧品、水着、性具が販売されている。通常のアダルトグッズショップとは異なり、アン・サマーズは女性客を対象とする戦略をとっている。アン・サマーズが独占的に扱っているラビットバイブレータ（Rabbit vibrator、バイブレータの一種）「Rampant Rabbits」（「立ち上がるウサギたち」の意）は、14種類に及ぶ様々なタイプのものが用意されており、年に200万個を売り上げるという。
ランジェリー・ブランドとしては、日本のピーチ・ジョンやアメリカ合衆国のヴィクトリアズ・シークレットのようなものと紹介されることもある。

### パーティー・プラン
パーティー・プランは、ジャクリーン・ゴールドの主導で1981年に導入されたホームパーティー商法である。当初、アン・サマーズが開くパーティー（集まり）は、性具の店頭展示への規制をかいくぐるためのマーケティング戦術であったが、たちまち人気を博し、今では7,500人以上がパーティー・オルガナイザー（Party Organisers、パーティーを通してアン・サマーズ商品を販売する自営業者）としてアン・サマーズと契約しており、サリー州の本部からの指示で活動をしている。イギリスでは毎週およそ4,000回のアン・サマーズ・パーティーが開かれている。
アン・サマーズのパーティーの参加者は女性限定とされ、個人宅（通常は参加者のうちの誰かの自宅）などの非公式の場で性具やランジェリーのプレゼンテーションを行なう。また、カタログの詳細な説明や、パーティーを盛り上げるゲームも組み込まれることが多い。

## 批判
アン・サマーズの事業はアダルト向けという性格をもっているため、法的にも社会的にも、しばしば強い反発を受けてきた。例えば、2003年には、それまで従業員募集広告を禁じていたジョブセンター（job centres、日本のハローワークに相当する公的職業安定組織）に対する法廷闘争に勝利し、また広告基準局 (Advertising Standards Authority, ASA) に対してなされた広告ポスターに関する苦情申し立てについては却下を勝ち取った。
アン・サマーズは、広告に関しても批判に直面してきた。許可を得ずに女王を広告に登場させたとして、バッキンガム宮殿から苦情の手紙を送られたこともある。
2010年には、ハロウィンに向けたラジオの広告が、ラジオ広告認可センター (the Radio Advertising Clearance Centre) によって「音響効果によって極めて過剰な性的示唆がなされている」として差し止められた。
2011年には、マークス&スペンサーの広告のパスティーシュ（作風を模倣したもの）を使った広告キャンペーンに対し、マークス&スペンサーが法的措置も辞さないと警告し、キャンペーンが取りやめになった。
加えて、2007年1月には、スコットランドのパースの店舗が、地元住民たち（その多くは子どもたちから店について質問されて答えに窮した親たちであった）からの苦情が殺到し、閉店に追い込まれた。パースは、イギリス国内でアン・サマーズの店が閉店した最初の例となった。その後、同年5月に、ハートルプールのミドルトン・グランジ・ショッピングセンター (Middleton Grange Shopping Centre) に入っていた店舗が、開店した2005年11月から2年も経たないうちに業績不振で閉店している。
2003年には、パーティー・オルガナイザーへの支払いを巡って、様々なメディアに関連する記事が取り上げられた。
2004年、広告基準局 (ASA) はアン・サマーズに対する2件の苦情申し立てを取り上げた。ASAは、広告ポスターについて、女性を侮蔑 (degrading) するものであり、ポスターとして用いるには攻撃的で適切ではないと判定した。また、ナーサリーライムの使用については、子どもの注意を惹くものであり、掲載された媒体には適切ではないものであったと判定した。
2006年には、イスラム教徒のグループが、「ムスタファ・シャグ (Mustafa Shag)」と名付けられたダッチワイフの発売に対して、預言者ムハンマドの呼称のひとつである「ムスタファ」を用いていることはイスラム教への冒涜であると抗議した。
2007年、アン・サマーズは「iGasm」と称する音楽プレーヤーへのアドオンの発売に対して、Appleから訴えられた。この提訴は、アップル側の発売中止要請 (cease and desist orders) に対してアン・サマーズが応答しなかったためことを踏まえていた。また、2013年には、最高経営責任者ジャクリーン・ゴールドの自叙伝に対して、創業者デイヴィッド・ゴールドが、自分についての記述が名誉毀損（文書誹毀）にあたるとして、訴えを起こした。
ポーツマスにあったアン・サマーズのランジェリー工場は、2005年に閉鎖され、50人以上が余剰人員 (redundancies) としてレイオフされた。